# شركة تمويل التنمية الدولية للولايات المتحدة
شركة تمويل التنمية الدولية الأمريكية (DFC) هي مؤسسة تمويل التنمية تابعة للحكومة الفيدرالية للولايات المتحدة، وهي مسؤولة بشكل أساسي عن توفير وتسهيل تمويل مشاريع التنمية الخاصة في البلدان ذات الدخل المنخفض والمتوسط. تم الترخيص لأول مرة في 5 أكتوبر 2018، تم تشكيل الوكالة المستقلة في 20 ديسمبر 2019 من خلال دمج مؤسسة الاستثمار الخاص لما وراء البحار (OPIC) مع هيئة ائتمان التنمية التابعة للوكالة الأمريكية للتنمية الدولية، وكذلك مع العديد من المكاتب والصناديق الأصغر.
بالإضافة إلى تعزيز عمليات المساعدة الإنمائية الخارجية الأمريكية، مُنِح شركة تمويل التنمية الدولية الأمريكية أيضًا سلطة إقراض موسعة؛ تبلغ قدرتها الإقراضية الإجمالية 60 مليار دولار وهي أكثر من ضعف قدرة المؤسسات السابقة. تُستخدم القدرة الإقراضية لـشركة تمويل التنمية الدولية الأمريكية لتقديم القروض وضمانات القروض والتأمين لمشاريع التنمية في البلدان منخفضة الدخل التي تقوم بها الشركات الأمريكية. كما هو الحال مع مؤسسة الاستثمار الخاص لما وراء البحار، فإن شركة تمويل التنمية الدولية الأمريكية يمول ذاتيًا في الغالب من خلال الرسوم والفوائد المحصلة خلال عملياته العادية.

## تاريخها
في عام 1969، عزز الرئيس ريتشارد نيكسون جهود تمويل التنمية الأمريكية تحت مظلة شركة الاستثمار الخاص الخارجي (OPIC)، ناقلاً المسؤولية من الوكالة الأمريكية للتنمية الدولية (USAID). وكان الهدف تعزيز إدارة أكثر عملية لسياسة تمويل التنمية. وفي العقد الثاني من القرن الحادي والعشرين، أيدت إدارة باراك أوباما تعزيز تمويل التنمية الأمريكي بشكل أكبر في ضوء تزايد الاستثمارات الصينية في العالم النامي (لا سيما من خلال مبادرة الحزام والطريق).
عارضت إدارة دونالد ترامب في الأصل شركة الاستثمار الخاص الخارجي، ودعت ميزانيتها المقترحة لعام 2018 إلى إلغاء مؤسسة الاستثمار الخاص في الخارج بشكل كامل، لكن الدعوة التي قام بها بعض مسؤولي الإدارة وأعضاء مجلس الشيوخ وغيرهم أقنعت البيت الأبيض بدعم توحيد جهود مؤسسة الاستثمار الخاص في الخارج وتمويل التنمية بما يتماشى مع أولويات سياسة الرئيس. تم تقديم التشريع ذي الصلة - قانون الاستخدام الأفضل للاستثمارات المؤدية إلى التنمية (BUILD) - إلى الكونجرس لإنشاء مؤسسة تمويل التنمية بعد ذلك بوقت قصير.

### قانون البناء والتنمية
تم تقديم قانون البناء والتنمية (BUILD Act) في مجلس النواب ومجلس الشيوخ في فبراير 2018 بدعم واسع النطاق من الحزبين، بناءً على مقترحات صاغها باحثون في مركز التنمية العالمية [الإنجليزية]. وقد أقره مجلس الشيوخ كجزء من مشروع قانون لإعادة تفويض إدارة الطيران الفيدرالية بتصويت 93-6 في أوائل أكتوبر 2018؛ وقد تم إقراره بالفعل في مجلس النواب. وقد وقع عليه ترامب ليصبح قانون في 5 أكتوبر.
وكان القلق بشأن الاستثمارات الصينية في الخارج وعدم قدرة مؤسسات التمويل التنموي الأميركية القائمة على مواكبة هذا النمو عامل رئيسي في دفع إقرار القانون، وقد نُظِر إلى إنشاء مؤسسة التمويل التنموي على نطاق واسع كوسيلة لمواجهة الصين، وخاصة مبادرة الحزام والطريق.
كان القانون يهدف إلى معالجة أوجه القصور في سياسة تمويل التنمية الأمريكية الحالية، وخاصة القيود المفروضة على أعمال شركة الاستثمار الخاص الخارجي. مقارنةً بمؤسسة الاستثمار الخاص في الخارج، يُخفف قانون البناء والتنمية من متطلبات الجنسية الأمريكية للأطراف المشاركة في استثمار معين تسعى إليه شركة تمويل التنمية الدولية (DFC)؛ ويسمح لمؤسسة تمويل التنمية بامتلاك أسهم (بدلاً من الاكتفاء بتقديم القروض)؛ ويسمح للمؤسسة بتحمل عبء مخاطر أكبر مما تتحمله مؤسسة الاستثمار الخاص في الخارج (OPIC) في أي مشروع معين؛ ويسمح لمؤسسة تمويل التنمية ايضا بتقديم قروض بالعملات المحلية. كما رُفع الحد الأقصى للإنفاق الإجمالي على استثماراتها إلى 60 مليار دولار، مقارنة بـ 29 مليار دولار لمؤسسة الاستثمار الخاص في الخارج (OPIC).